# 女と男の名誉
『女と男の名誉』（おんなとおとこのめいよ、Prizzi's Honor）は、1985年のアメリカ合衆国の犯罪コメディ映画。監督はジョン・ヒューストン、出演はジャック・ニコルソンとキャスリーン・ターナーなど。リチャード・コンドンの1982年の同名小説（ハヤカワ文庫、田中昌太郎訳）をコンドン自らの脚色（ジャネット・ローチと共同脚本）で映画化したブラックコメディである。

## ストーリー
ニューヨークのシチリア・マフィアであるプリッツィ・ファミリーで殺し屋として働いているチャーリーは、ドンの孫娘の結婚式でアイリーンに一目惚れする。ほどなくチャーリーとアイリーンは愛し合うようになるが、実はアイリーンはフリーランスの殺し屋で、ファミリーから金を奪い取った張本人だったのだ。その事実にショックを受けつつもアイリーンの言い訳を信じたチャーリーはアイリーンと結婚する。その後、ドンの命令でアイリーンは奪った金を利子を付けて返すことになる。
ある日、ファミリーが大株主となっている銀行の頭取フェラージが横領を働いていることが明らかになり、チャーリーはフェラージの誘拐を命じられる。アイリーンのアイデアで誘拐自体は成功するものの、偶然に犯行現場に居合わせた警部の妻を、顔を見られたアイリーンが射殺してしまったため、これまでファミリーとは「協力」関係にあった警察もプリッツィをはじめとするマフィアへの締め付けを強める。これにより、巻き添えを食った他のマフィアはプリッツィ・ファミリーに反発を示すようになる。
一方、ドンの長男ドミニクの娘で、チャーリーの元婚約者であるメイローズは、チャーリーへの嫉妬と恨みからドミニクにチャーリーから暴行を受けた過去があると告げる。かねてよりチャーリーを快く思っていなかったドミニクは、チャーリーの結婚相手と知らずにアイリーンにチャーリー殺害を依頼する。チャーリーとアイリーンは、チャーリーの父でファミリーの相談役であるアンジェロに相談し、ドミニクの件でファミリーと交渉することにする。しかし、その最中にドミニクは何者かに暗殺され、結果としてドンの後継者にチャーリーが指名される。これにより、チャーリーとアイリーンの立場は安泰になったかと思われたが、アイリーンは以前ドンの命令で利子付きで返した金を全て返して欲しいと言い出す。これに対し、ファミリーは警部の妻を殺害した犯人としてアイリーン（の死体）を警察に差し出すことを決め、アイリーンの殺害をチャーリーに命じる。愛する妻を殺せるわけがないと拒むチャーリーだったが、ファミリー以外に自分の居場所がないチャーリーは、結局、ファミリーの名誉を守るため、命令に従うことを決め、その場でアイリーンに電話をして会う約束を取り付ける。しかし、アイリーンはその電話の内容から自分の身が危ないことに気付く。チャーリーがアイリーンのもとにやって来て、2人は何事もなかったかのように愛を確かめ合う一方で相手を殺す準備を密かに進める。そして、遂に殺し合いとなり、アイリーンが死ぬ。生き残ったチャーリーはメイローズのもとに戻り、メイローズの「名誉」は取り戻される。

## キャスト
チャーリー・パルタンナ
演 - ジャック・ニコルソン、日本語吹替 - 田口計
プリッツィ・ファミリーの殺し屋。イタリア（シチリア）系。
アイリーン・ウォーカー
演 - キャスリーン・ターナー、日本語吹替 - 田島令子
フリーランスの殺し屋。ポーランド系。
エドアルド・プリッツィ
演 - ロバート・ロッジア、日本語吹替 - 金井大
ドンの次男。弁護士。女好きのプレイボーイ。
アンジェロ・"パパ"・パルタンナ
演 - ジョン・ランドルフ、日本語吹替 - 山内雅人
チャーリーの父親。ファミリーの相談役。チャーリーの誕生とともに妻を亡くす。
コラード・プリッツィ
演 - ウィリアム・ヒッキー、日本語吹替 - 納谷悟朗
ファミリーのドン。チャーリーの名付け親で彼を我が子のように可愛がる。
ドミニク・プリッツィ
演 - リー・リチャードソン、日本語吹替 - 加藤精三
ドンの長男。娘メイローズを捨てたチャーリーを憎む。
ロザリオ・フェラージ（フィンレイ）
演 - マイケル・ロンバード
プリッツィ家が大株主である銀行の頭取。
メイローズ・プリッツィ
演 - アンジェリカ・ヒューストン、日本語吹替 - 此島愛子
ドミニクの娘。チャーリーの幼なじみで元婚約者。ファミリーから勘当されている。チャーリーに想いを残す。
プランバー
演 - ジョージ・サントピエトロ
ハンレー警部補
演 - ローレンス・ティアニー
ファミリーから賄賂をもらっている警察官。スキンヘッド。
ピーチズ・アルタモント
演 - CCH・パウンダー
メイローズのメイド。
マークシー・ヘラー
演 - ジョセフ・ラスキン
ファミリーの金を持ち逃げした男。チャーリーに殺される。実はアイリーンの夫。
兵士
演 - スタンリー・トゥッチ
- その他の日本語吹き替え：鈴木れい子／兼本新吾／稲葉実／水鳥鉄夫／滝沢久美子／村松康雄
- テレビ版日本語吹替：初回放送1988年1月24日テレビ朝日『日曜洋画劇場』。

※日本語吹替は上記の他、1986年に公開されたJAL機内上映版が存在する。

## 作品の評価

### 映画批評家によるレビュー
Rotten Tomatoesによれば、批評家の一致した見解は「不穏で冷笑的な『女と男の名誉』がブラック・コメディとして優れているのはジョン・ヒューストン監督と彼のゲーム・アンサンブルがこの茶番劇に死ぬほど真剣に取り組んでいるからである。」であり、36件の評論のうち高評価は86%にあたる31件で、平均点は10点満点中7.1点となっている。
Metacriticによれば、16件の評論のうち、高評価は13件、賛否混在は3件、低評価はなく、平均点は100点満点中84点となっている。

### 受賞歴
| 映画祭・賞                         | 部門                                    | 候補                                    | 結果       |
| ---------------------------------- | --------------------------------------- | --------------------------------------- | ---------- |
| 第58回アカデミー賞                 | 作品賞                                  |                                         | ノミネート |
| 第58回アカデミー賞                 | 監督賞                                  | ジョン・ヒューストン                    | ノミネート |
| 第58回アカデミー賞                 | 主演男優賞                              | ジャック・ニコルソン                    | ノミネート |
| 第58回アカデミー賞                 | 助演男優賞                              | ウィリアム・ヒッキー                    | ノミネート |
| 第58回アカデミー賞                 | 助演女優賞                              | アンジェリカ・ヒューストン              | 受賞       |
| 第58回アカデミー賞                 | 脚色賞                                  | リチャード・コンドン ジャネット・ローチ | ノミネート |
| 第58回アカデミー賞                 | 編集賞                                  | カジャ・フェア ルディ・フェア           | ノミネート |
| 第58回アカデミー賞                 | 衣裳デザイン賞                          |                                         | ノミネート |
| 第43回ゴールデングローブ賞         | 作品賞 (ミュージカル・コメディ部門)     |                                         | 受賞       |
| 第43回ゴールデングローブ賞         | 監督賞                                  | ジョン・ヒューストン                    | 受賞       |
| 第43回ゴールデングローブ賞         | 脚本賞                                  | リチャード・コンドン ジャネット・ローチ | ノミネート |
| 第43回ゴールデングローブ賞         | 主演男優賞 (ミュージカル・コメディ部門) | ジャック・ニコルソン                    | 受賞       |
| 第43回ゴールデングローブ賞         | 主演女優賞 (ミュージカル・コメディ部門) | キャスリーン・ターナー                  | 受賞       |
| 第43回ゴールデングローブ賞         | 助演女優賞                              | アンジェリカ・ヒューストン              | ノミネート |
| 第51回ニューヨーク映画批評家協会賞 | 作品賞                                  |                                         | 受賞       |
| 第51回ニューヨーク映画批評家協会賞 | 監督賞                                  | ジョン・ヒューストン                    | 受賞       |
| 第51回ニューヨーク映画批評家協会賞 | 主演男優賞                              | ジャック・ニコルソン                    | 受賞       |
| 第51回ニューヨーク映画批評家協会賞 | 助演女優賞                              | アンジェリカ・ヒューストン              | 受賞       |
| 第11回ロサンゼルス映画批評家協会賞 | 助演女優賞                              | アンジェリカ・ヒューストン              | 受賞       |
| 第20回全米映画批評家協会賞         | 作品賞                                  |                                         | ノミネート |
| 第20回全米映画批評家協会賞         | 監督賞                                  | ジョン・ヒューストン                    | 受賞       |
| 第20回全米映画批評家協会賞         | 主演男優賞                              | ジャック・ニコルソン                    | 受賞       |
| 第20回全米映画批評家協会賞         | 助演男優賞                              | ウィリアム・ヒッキー                    | ノミネート |
| 第20回全米映画批評家協会賞         | 助演女優賞                              | アンジェリカ・ヒューストン              | 受賞       |
| 第20回全米映画批評家協会賞         | 脚本賞                                  | リチャード・コンドン ジャネット・ローチ | ノミネート |
| 第6回ボストン映画批評家協会賞      | 英語映画賞                              |                                         | 受賞       |
| 第6回ボストン映画批評家協会賞      | 監督賞                                  | ジョン・ヒューストン                    | 受賞       |
| 第6回ボストン映画批評家協会賞      | 主演男優賞                              | ジャック・ニコルソン                    | 受賞       |
| 第6回ボストン映画批評家協会賞      | 助演女優賞                              | アンジェリカ・ヒューストン              | 受賞       |